# Copa da Escócia de 1966–67
A Copa da Escócia de 1966-67 foi a 82º edição do torneio mais antigo do futebol da Escócia. O campeão foi o Celtic F.C., que conquistou seu 19º título na história da competição ao vencer a final contra o Aberdeen F.C., pelo placar de 2 a 0.

## Premiação
| Copa da Escócia de 1966-67       |
| Escócia                          |
| -------------------------------- |
| Celtic F.C. Campeão (19º título) |